# 메리 매킬럽

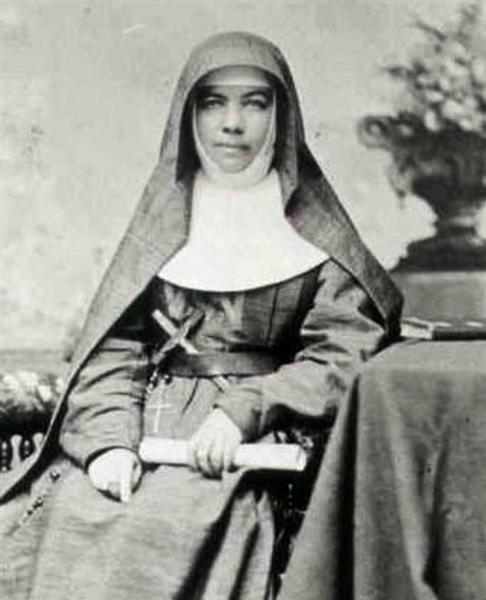
메리 매킬럽

메리 매킬럽(Mary MacKillop, 1842년 1월 15일 ~ 1909년 8월 8일)은 오스트레일리아의 로마 가톨릭교회 수녀이다.
1842년 호주 멜버른 핏츠로이에서 태어났다. 부모는 스코틀랜드계로 여덟 아이가 있었는데, 메리 매킬럽은 그 중 첫째였다. 그녀는 태어난 지 6개월 째에 세례를 받고, 1850년 8월 15일 첫영성체를 받았다. 1866년에는 성 요셉 수도회를 설립하였다. 1870년 로마 가톨릭 사제의 아동 성학대를 고발하여 이듬해에 불순종을 핑계로 파문되었다. 1873년 로마로 가서 교황 비오 9세로부터 수도회 활동을 승인받았다.
1995년 1월 19일 메리 매킬럽은 교황 요한 바오로 2세에게 시복되었다. 2008년에는 교황 베네딕토 16세가 시드니를 방문하는 동안에 그녀의 무덤에 방문하였으며, 이듬해 12월 19일 그녀의 기적을 인정했다. 2010년 10월 17일 호주의 첫 성인으로 시성되었다.